# بوشيني تيبتي
بوشيني تيبتي (الاسم العلمي: Puccinia tibetica) هو نوع من الفطريات يتبع جنس البوشيني من فصيلة البوشينية.